# Бео священний
Бео священний (Gracula religiosa), відомий також як пагорбовий майна, — бео, що найчастіше зустрічається в птахівництві. Це член родини шпакових (Sturnidae), що мешкає в гірських районах Південної та Південно-Східної Азії. Цейлонський пагорбовий майна, колишній підвид нині загальноприйнятий як окремий вид G. ptilogenys. Бео енганський (G. enganensis) і бео великий (G. robusta) також широко визнаються як особливо відмінні, і багато авторів виступають за трактування бео південного (G. indica) з Нілґірі та інших місць у Західних Гатах, Індія, як окремого виду.
Бео священний — популярний птах, що розмовляє. Його назва religiosa може вказувати на практику навчання бео повторювати молитви.

## Опис
Це кремезний та чорний птах, з яскравими оранжево-жовтими вкрапленнями оголеної шкіри та м'ясистими плетями збоку на голові та потилиці. Приблизно 29 см довжини, він дещо більший за майну індійську (Akridotheres tristis).
Він має в цілому чорне оперення з зеленим блиском з фіолетовим відтінком на голові та шиї. Його великі білі плями на крилах помітні під час польоту, але в основному прикриті, коли птах сидить. Дзьоб і міцні ноги яскраво-жовті, а на потилиці і під оком є жовті плети. Вони помітно відрізняються за формою від оголеної плями довкола звичайної майни і берегової майни (A. ginginianus), і більш тонко відрізняються між різними пагорбовими майнами Південної Азії: у звичайних пагорбових майн вони простягаються від ока до на потилиці, де вони з'єднуються, тоді як бео цейлонський має єдину плетінь через потилицю, що трохи простягається до очей. У південного бео плети розділені і згинаються до верхівки голови. Бео енганський та бео великий відрізняються за деталями лицьових плетів і розмірами, особливо дзьоба.
Самці та самки схожі; неповнолітні мають більш тупий дзьоб.
Коли південні, великі та енганські бело були виділені в окремі види, бео священний, Gracula religiosa, має сім або вісім підвидів, які лише незначно відрізняються. Це:
- G. r. andamanensis Beavan 1867 — Андаманські острови, центральна (Нанкоурі) група Нікобарських островів
- G. r. batuensis — острови Бату і Ментавай
- G. r. halibrecta Oberholser 1926 — Великий Нікобар, Малий Нікобар і прилеглі острівці на Нікобарських островах; сумнівно відмінний від G. r.. andamanensis
- G. r. intermedia — північно-західний Індокитай і прилеглі північно-східна Індія та південний Китай
- G. r. . palawanensis — Палаван на Філіппінах
- G. r. . peninsularis — Центральна Індія (офіційний птах штату Чхаттісгарх, Індія)
- G. r. religiosa — Великі Зондські острови (крім Сулавесі) і півострів Малайзія
- G. r. venerata — західні Малі Зондські острови

Дослідження 2020 року показало, що підвид G. religiosa miotera, який є ендеміком Сімеулуе (Simeulue) і не був визнаний в останніх таксономічних системах, крім HBW, також, ймовірно, є окремим видом і, ймовірно, був доведений до вимирання в дикій природі наприкінці 2010-х років через несталий вилов для торгівлі дикою природою. У статті рекомендовано рятувати останніх генетично чистих особин у неволі з метою розведення в неволі.

### Вокалізації
Бео священного часто виявляють за його гучним, пронизливим, низхідним свистом, за яким слідують інші крики. Найбільш голосний на світанку і в сутінках, коли зустрічається невеликими групами на лісових галявинах високо в кронах.
Обидві статі можуть видавати надзвичайно широкий діапазон гучних дзвінків — свистів, вигуків, вересків і булькань, іноді милозвучних і часто дуже схожих на людські за якістю. Кожна особа має репертуар від трьох до 13 таких типів окликів, які можуть ділитися з деякими близькими сусідами тієї ж статі, оскільки ним навчаються в молодості. Діалекти швидко змінюються з відстанню, так що птахи, що живуть більше 15 км один від одного, не мають спільних типів викликів.
На відміну від деяких інших птахів, наприклад, дронго великого, бео священний не наслідує інших птахів у дикій природі, хоча широко поширена помилкова думка, що вони так роблять. З іншого боку, в неволі вони є одними з найвідоміших імітаторів, єдиним птахом, мабуть, нарівні з сірим папугою. Вони можуть навчитися відтворювати багато повсякденних звуків, зокрема людський голос, і навіть свистячі мелодії, з дивовижною точністю та чіткістю.

## Поширення та екологія

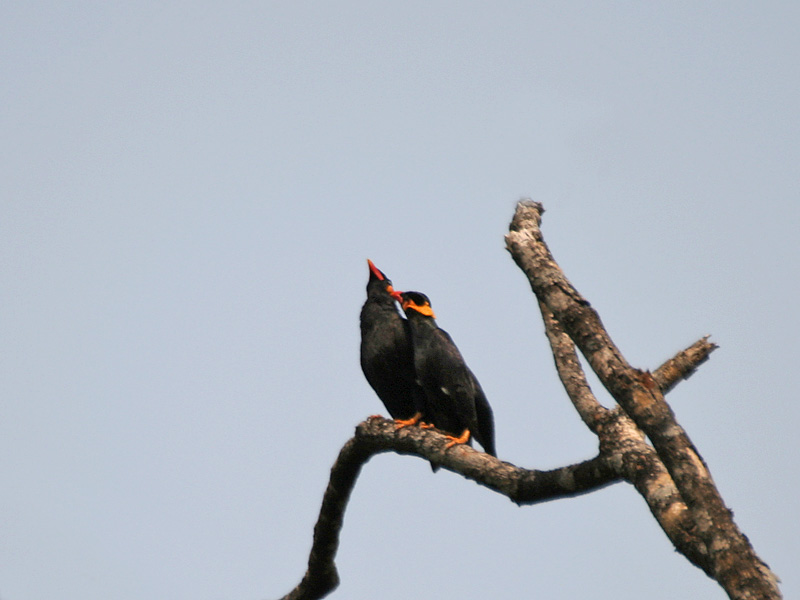
Залицяння пари в Джаянті в заповіднику тигрів Букса (район Джалпайгурі, Західний Бенгал, Індія)

Цей птах постійно розмножується від Кумаона в Індії (80° східної довготи) на схід через Непал, Сіккім, Бутан і Аруначал-Прадеш, нижні Гімалаї, Тераї і передгір'я до 2000 м м.н.м. Його ареал продовжується на схід через Південно-Східну Азію на північний схід до південного Китаю та через Таїланд на південний схід через північну Індонезію до Палавану на Філіппінах. Він практично вимер у Бангладеші через руйнування середовища проживання та перевикористання для торгівлі дикими тваринами. Дика популяція на острові Різдва також зникла. Інтродуковані популяції існують на острові Святої Єлени, Пуерто-Рико і, можливо, на материковій частині Сполучених Штатів і, можливо, в інших місцях; диким птахам потрібен щонайменше теплий субтропічний клімат.
Цей бео майже повністю деревний, рухається великими, галасливими групами по півдюжини або близько того, у кронах дерев на узліссі. Він стрибає вбік уздовж гілки, на відміну від характерної веселої ходьби інших майн. Як і більшість шпаків, пагорбова майна досить всеїдна, харчується фруктами, нектаром і комахами.
Вони будують гніздо у дуплі на дереві. Звичайна кладка — це два-три яйця. У цих птахів відсутній статевий диморфізм.

### Торгівля та охорона тварин

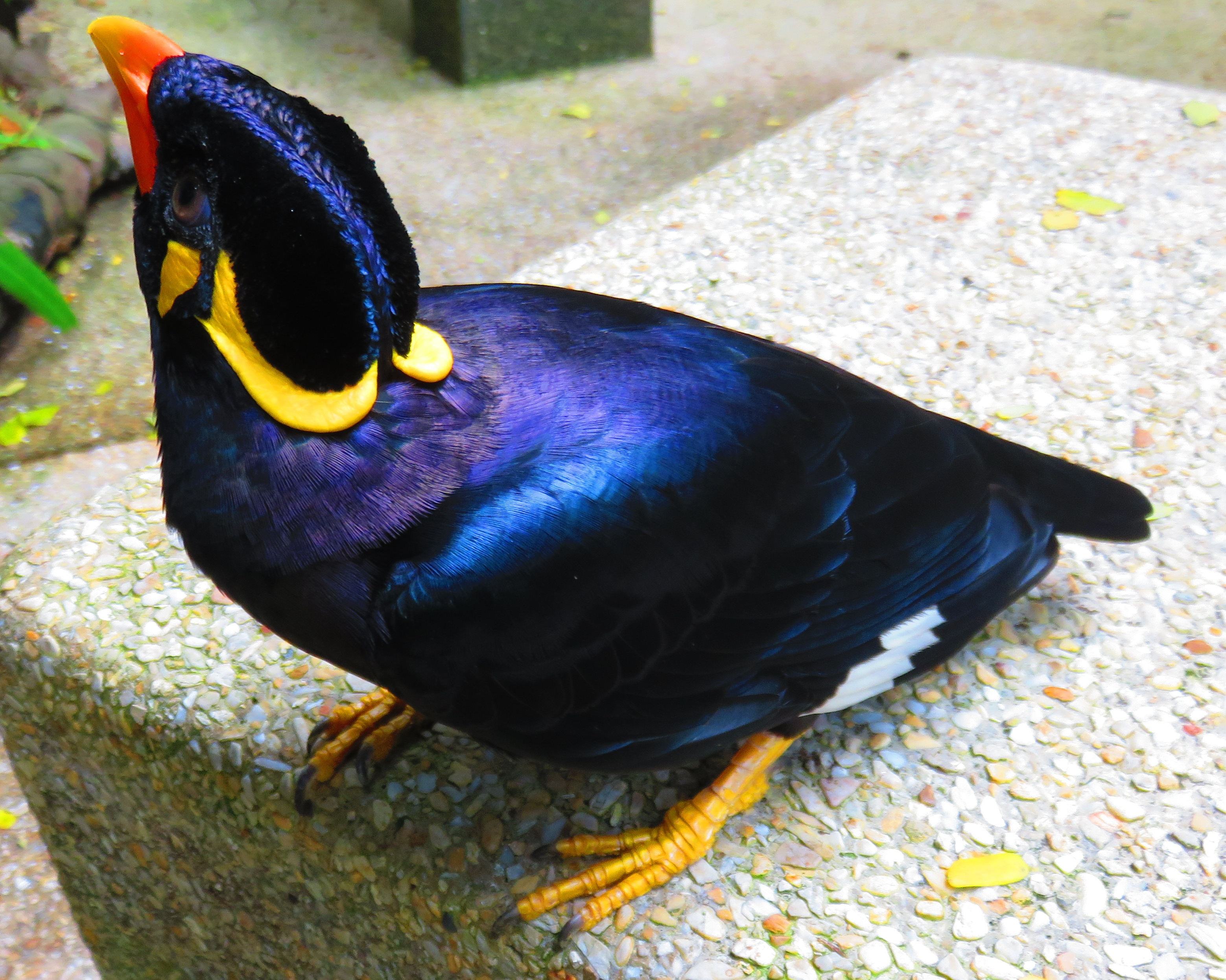
Дорослий у парку птахів Джуронг, Сінгапур

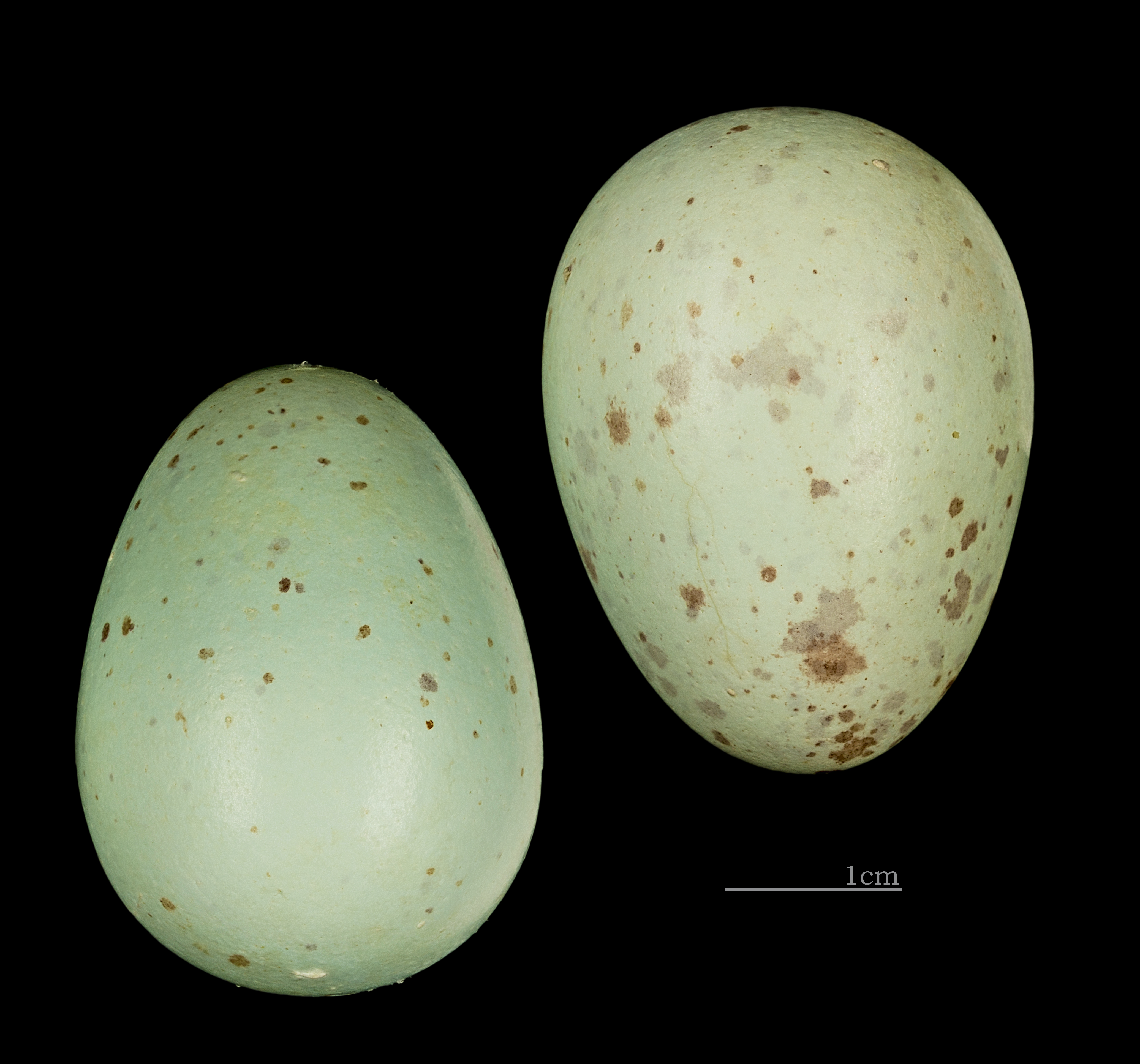
Яйця в Тулузькому музеї

Пагорбові майни — популярні кліткові птахи, відомі своєю здатністю імітувати мову. Широко поширена звичайна пагорбова майна є найбільш поширеною в птахівництві. Попит перевищує можливості розведення в неволі, тому їх рідко можна знайти в зоомагазинах і зазвичай купують безпосередньо у заводчиків або імпортерів, які можуть підтвердити, що птахи продаються легально. 
Цей вид широко поширений на місцевому рівні, і якщо дорослі поголів'я зберігаються, він здатний швидко розмножуватися. Таким чином, у світовому масштабі МСОП вважає звичайну пагорбову майну видом, що викликає найменше занепокоєння . Але в 1990-х роках майже 20 000 виловлених диких птахів, в основному дорослих і молодих, вводили в торгівлю щороку. У центральній частині свого ареалу популяція G. r. intermedia помітно скоротилася, особливо в Таїланді, який забезпечував більшу частину процвітаючого західного ринку. Сусідні країни, звідки експорт часто був обмежений через політичні чи військові причини, тим не менше забезпечували зростаючий внутрішній попит, і попит у всьому регіоні продовжує залишатися дуже високим. У 1992 році в Таїланді звичайний пагорбовий майна був включений в Додаток III CITES, щоб захистити свої популяцію від краху. У 1997 році на прохання Нідерландів та Філіппін вид був занесений до Додатку II CITES. Підвид G. r. andamanensis з Андаманських та Нікобарських островів і (якщо дійсний) G. r. halibrecta, описувані як «надзвичайно поширений» у 1874 році, кваліфіковані як «види, близькі до загрозливого стану» у 1991 році. Перший вже зовсім не поширений на Нікобарських островах, а другий, якщо він відмінний, має дуже обмежений ареал.
В інших місцях, наприклад на Філіппінах і в Лаосі, спад був більш локалізованим. Він також стає все більш рідкісним у регіонах північно-східної Індії через вилов молодняка птахів для незаконної торгівлі. Але в районі Гаро-Хіллз місцеві жителі влаштовують штучні гнізда з розщепленого бамбукового каркаса, покритого травою, і встановлюють їх у доступних місцях на високих деревах на лісовій галявині або на краю невеликого села, щоб спокусити майн розмножуватись там. Таким чином, сільські жителі можуть вчасно витягувати молодняк для легкого ручного вирощування, що робить вирощування майн прибутковим, дрібним котеджним господарством . Це допомагає зберегти навколишнє середовище, оскільки птахів, що розмножуються, не вилучають з популяції, а руйнування середовища проживання скорочується, тому що майни залишають місця з великими лісозаготівлями і віддають перевагу більш природним лісам замість плантацій. Оскільки майни можуть бути певною мірою шкідниками фруктових дерев, коли їх надто багато, додатковою перевагою для місцевих жителів є недорогі засоби контролю над популяцією майн: невдалі поголів'я можна підкріпити, розклавши більше гнізд, ніж можна зібрати, тоді як максимальна частина молодняка вилучається, коли популяція стає занадто великою.